# گئورگی آدامومیچ
گئورگی آدامومیچ (روسی: Гео́ргий Ви́кторович Адамо́вич؛ IPA: [ɡʲɪˈorɡʲɪj ˈvʲiktərəvʲɪtɕ ɐdɐˈmovʲɪtɕ] (); ۱۹ آوریل ۱۸۹۲ – ۲۱ فوریهٔ ۱۹۷۲) زبان‌شناس، شاعر، منتقد ادبی، و مترجم اهل امپراتوری روسیه بود.